# Hedeoma graveolens
Hedeoma graveolens (sin. Stachydeoma graveolens), trajnica iz porodice usnača . Vrsta je ponekad uključivana u vlastiti monotipični rod Stachydeoma.
To je sjevernoamerički endem iz Floride, lokalno poznat kao “Mock pennyroyal”. 

## Opis
Trajnica ili polugrm floridskog “Panhandlea” (sjeverozapadne Floride)

## Sinonimi
- Stachydeoma graveolens (Chapm. ex A.Gray) Small; Fl. S.E. U.S. [Small] 1041 (1903)

## Vanjske poveznice
- Florida Natural Areas
- Photos of Mock Pennyroyal